# Fulminante
La Fulminante (già Ruggero Settimo, già Bombay) è stata una pirofregata di II rango a ruote della Real Marina del Regno delle Due Sicilie, successivamente acquisita dalla Regia Marina.

## Caratteristiche
Impostata e varata come piroscafo passeggeri a ruote, la nave, di buone qualità, venne giudicata adatta dal Governo Provvisorio Siciliano per la trasformazione in pirofregata. Le navi mercantili e le pirofregate a ruote costruite intorno al 1840-1850, infatti, non presentavano grandi differenze strutturali: la principale differenza era costituita dall'allestimento degli interni, caratterizzato da sistemazioni comode e luminose sulle navi mercantili e più ristrette sulle unità militari, per poter imbarcare l'equipaggio militare, i materiali e l'armamento. I principali lavori di adattamento consistevano nell'apertura di portelli per i cannoni, nella modifica delle sistemazioni interne e nel rafforzamento del ponte di coperta per sostenere il peso delle artiglierie.
Essendo la nave ancora in cantiere al momento dell'acquisto, i lavori di trasformazione poterono essere agevolmente eseguiti, comportando anche la riduzione di cabine e locali destinati ai passeggeri, che tuttavia non vennero eliminati e, proprio in virtù della loro comodità, fecero sì che, dopo l'incorporazione nella Marina borbonica, la nave venisse frequentemente impiegata per il trasporto della famiglia reale.
Scafo in legno (con bordo piuttosto elevato) con carena rivestita in rame, la nave aveva eccellenti caratteristiche per l'utilizzo come pirofregata: un buon apparato motore (costituito da due macchine alternative a vapore che, alimentate da altrettante caldaie – ognuna delle quali provvista di un fumaiolo, uno a proravia ed uno a poppavia delle ruote –, imprimevano la potenza di 400 HP o 294 kW nominali a due ruote a pale tipo Morgan), con potenza sufficiente a permettere una velocità (9 nodi) in linea con quella delle pirofregate dell'epoca, ed un armamento velico a brigantino a palo (alberi di trinchetto e maestra a vele quadre e mezzana a vele auriche). I due alti fumaioli originari vennero rimpiazzati nel marzo 1859, nel corso di lavori effettuati nei cantieri di Castellammare di Stabia, da due fumaioli telescopici, che potevano essere abbassati in caso di navigazione a vela, permettendo così un più efficace utilizzo della velatura.
L'armamento della pirofregata era composta da due potenti cannoni in ferro ed a canna liscia tipo Myllar con bomba da 60 libbre, quattro cannoni-obici Paixhans da 30 libbre ed altrettanti obici in bronzo ed a canna liscia da 12 libbre, sistemati su affusto da sbarco. Nel 1861 tali bocche da fuoco vennero sostituite con dieci obici in ferro ed a canna liscia da 200 mm.

## Storia
Impostata nel 1848 nei cantieri londinesi Pitcher North per conto della compagnia britannica «Peninsular Steam Ship Navigation Company» e varata nello stesso anno con il nome di Bombay, la nave avrebbe dovuto essere un piroscafo mercantile a ruote, da impiegare per il trasporto di passeggeri sulle rotte oceaniche verso l'Oriente, ed in particolare sulle linee delle Indie. Proprio nel 1848, tuttavia, la Sicilia era insorta contro i Borbone ed aveva costituito un Governo Provvisorio: tale governo, necessitando di navi da guerra, acquistò il Bombay ancora in costruzione al prezzo di 30.000 sterline (l'acquisto avvenne il 1º luglio 1848 ad opera del principe di Granatelli Franco Maccagnone e di Luigi Scalia), ne avviò i lavori di trasformazione in pirofregata e lo ribattezzò Ruggero Settimo.
Il principe di Castelcicala, ministro plenipotenziario a Londra del Regno delle Due Sicilie, contestò la legittimità dell'acquisto della nave da parte del Governo Provvisorio Siciliano, peraltro non riconosciuto da nessun altro stato, pertanto le autorità britanniche sequestrarono la Ruggero Settimo, impedendone la consegna alla Marina siciliana. Seguì un processo contro i rappresentanti legali del Governo Provvisorio, conclusosi solo nel luglio 1849, dopo la repressione dell’insurrezione siciliana e l’abbattimento del Governo siciliano, in seguito al quale il tribunale britannico giudicò che il Regno delle Due Sicilie fosse il legittimo proprietario della pirofregata.
Ribattezzata Fulminante, la nave venne formalmente consegnata al Governo delle Due Sicilie il 21 giugno 1851, entrando in servizio per la Real Marina del Regno delle Due Sicilie con la classificazione di pirofregata a ruote di II rango.
L'ufficiale destinato al comando della nuova nave, il capitano di fregata Giuseppe Marsella, raggiunse Londra via terra, mentre l'equipaggio destinato ad armare la pirofregata venne portato in Inghilterra dal brigantino Generoso, partito nell'aprile 1851. Il 12 luglio 1851 la Fulminante salpò da Londra, raggiungendo quindi il Regno delle Due Sicilie.
Nei primi anni di servizio la pirofregata disimpegnò attività addestrativa, venendo inoltre di frequente utilizzata dalla famiglia reale borbonica grazie alle sue sistemazioni da nave passeggeri. Nel 1852, in particolare, la Fulminante trasportò in Calabria Ferdinando II, re delle Due Sicilie, ed il principe ereditario (nell'ottobre 1852 l'unità, scortata dalla pirofregata a ruote Ercole, portò re Ferdinando II in visita a varie città siciliane e calabresi), mentre agli inizi del 1859, al comando del capitano di fregata Vincenzo Lettieri, si recò a Trieste ove, il 1º febbraio, imbarcò la duchessa Maria Sofia di Wittelsbach, sposata l'8 gennaio 1859 dal principe ereditario Francesco, trasportandola quindi a Bari (inizialmente la destinazione prevista era Manfredonia, poi cambiata per le precarie condizioni di salute del sovrano), ove arrivò il 3 febbraio: Francesco e Maria Sofia poterono vedersi per la prima volta proprio sulla Fulminante. Il 7 marzo 1859 la pirofregata ripartì da Bari con a bordo i due novelli sposi e l'intera corte, trasportando a Portici Ferdinando II, ormai prossimo alla morte a causa di una grave malattia.
Sempre nel marzo 1859 la Fulminante venne sottoposta, nei cantieri di Castellammare di Stabia, a lavori di sostituzione dei fumaioli.
La pirofregata fu poi coinvolta nelle vicende che avrebbero portato al crollo del Regno delle Due Sicilie ed all'unità d'Italia. La sera del 10 giugno 1860 la Fulminante, agli ordini del retroammiraglio Roberti, avvistò e fermò nelle acque di Capo Corso il piroscafo piemontese Utile ed il clipper statunitense Charles & Jane a rimorchio di quest'ultimo: le due navi, partite da Genova il giorno precedente con a bordo Giacomo Medici e 930 volontari di rinforzo ai garibaldini (Battaglione «Corte»), vennero catturate e condotte a Gaeta (mentre le due navi erano rimorchiate a Gaeta, i garibaldini gettarono in mare armi e munizioni), dove arrivarono l'11 giugno (entrambe le unità vennero poi liberate dietro intervento del console statunitense).
Il 14 luglio 1860, mentre la Fulminante era in darsena a Napoli, si verificò l'ammutinamento dell'equipaggio, provocato dalla scarsa volontà di comandante e stato maggiore di salpare e partecipare alle operazioni di contrasto dell'avanzata garibaldina (comandante ed ufficiali cercavano infatti di prendere tempo).
Il 26 luglio la pirofregata partecipò, con altre unità, all'evacuazione delle truppe borboniche dopo la resa di Milazzo. Al comando del brigadiere Vincenzo Salazar (comandante della formazione), la Fulminante, insieme alle pirofregate a ruote Ettore Fieramosca, Guiscardo e Tancredi e ad alcune unità minori, giunse nel golfo di Milazzo il 25 luglio, ponendovisi all'àncora. Lo stesso giorno arrivarono a Milazzo anche le pirofregate sarde Maria Adelaide (nave di bandiera del viceammiraglio Carlo Pellion di Persano), Vittorio Emanuele e Carlo Alberto, che, dopo aver appurato che le unità borboniche (ed avversarie) non davano segni di ostilità, si ormeggiarono tra le navi del regno delle Due Sicilie e l'abitato di Milazzo. Le operazioni di evacuazione dei reparti borbonici, durante le quali Salazar e Persano si fecero reciprocamente visita a bordo delle rispettive navi ammiraglie, proseguirono con gradualità. Giuseppe Garibaldi, avendo trovato nella fortezza conquistata tracce che lasciavano ad intendere che le truppe borboniche si preparassero a farla saltare in aria all'atto dell'ingresso delle truppe garibaldine, propose a Persano di attaccare a sorpresa e catturare le navi borboniche per rappresaglia, ma l'ammiraglio lo dissuase da tale proposito. Le unità di Salazar lasciarono progressivamente Milazzo durante l'evacuazione, abbandonando del tutto la città una volta terminate tali operazioni.
A metà agosto la pirofregata aprì il fuoco, insieme alle batterie costiere calabresi ed a cinque cannoniere, su sei barche cannoniere garibaldine che, al comando del capitano Salvatore Castiglia, stavano cercando di catturare il piroscafo borbonico Trasporto: le imbarcazioni garibaldine, prese sotto intenso tiro mentre vogavano a tutta forza per raggiungere il piroscafo, dovettero ritirarsi, rientrando in porto con alcuni feriti. La nave, inoltre, insieme all'avviso a ruote Aquila, bombardò, a Scaletta Zanclea, una villa in mano ai garibaldini.

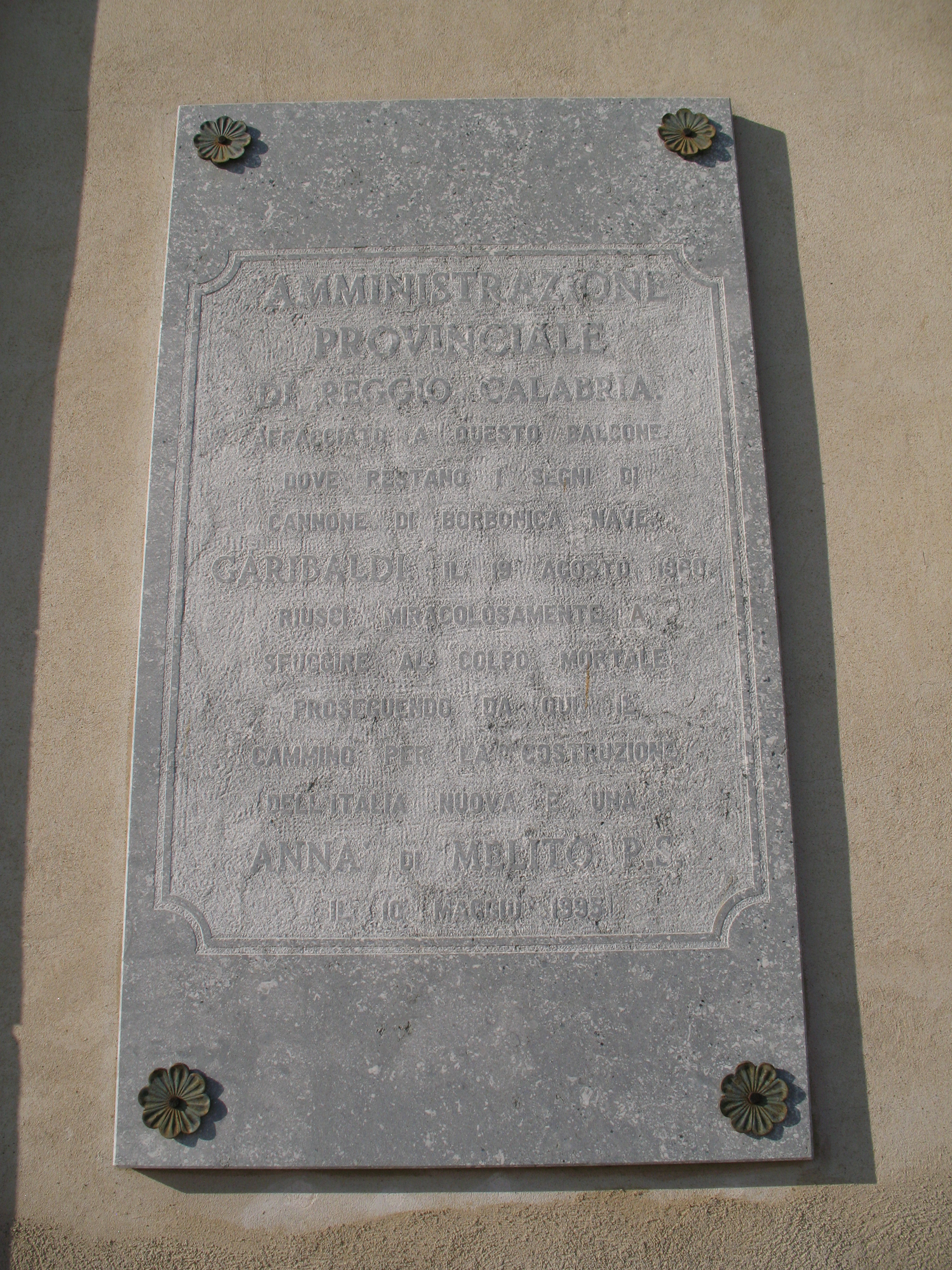
Melito Porto Salvo, lapide presso la Casina Ramirez che ricorda il bombardamento della Fulminante

Sempre nel corso della prima metà di agosto la Fulminante, insieme alla pirofregata Ettore Fieramosca, venne inviata a pattugliare lo stretto di Messina, non impedendo però gli sbarchi garibaldini in Calabria. Il 19 agosto la Fulminante, che si trovava a Reggio Calabria insieme all'avviso Aquila, non ostacolò il passaggio dello stretto da parte dei piroscafi Torino e Franklin, carichi di garibaldini. Le due navi garibaldine, salpate da Taormina nella notte del 18 agosto con a bordo 3600 uomini (Nino Bixio era sul Torino e Garibaldi sul Franklin), circumnavigarono la Sicilia per eludere la sorveglianza delle unità borboniche, potendo così sbarcare in Calabria a Melito di Porto Salvo, all'alba del 19 agosto: durante le operazioni il Torino s'incagliò, e quando il Franklin fece ritorno a Messina per chiedere soccorso, Aquila e Fulminante incrociarono l'unità ma non l'attaccarono, ritenendo che fosse vuota, mentre a bordo vi era Giuseppe Garibaldi. La Fulminante incendiò invece a cannonate il Torino, arenato sulla spiaggia di Melito Porto Salvo ma ormai vuoto dopo lo sbarco di Nino Bixio e dei garibaldini che trasportava (all'azione, che portò alla distruzione del piroscafo, prese parte anche l'Aquila). Per altra fonte il Torino venne fatto volontariamente arenare da Nino Bixio, per agevolare le operazioni di sbarco, usando l'altro piroscafo come «ponte» per far sbarcare più agevolmente le proprie truppe, dopo di che, terminato lo sbarco, il Franklin, al comando di Garibaldi, cercò infruttuosamente di disincagliarlo; nel frattempo, a mezzogiorno, erano partite da Reggio Calabria l'Aquila e la Fulminante, quest'ultima al comando di Vincenzo Salazar, che all'una e mezza del pomeriggio incrociarono il Franklin, diretto a Messina alla ricerca di un piroscafo di maggior potenza, non essendo riuscito a disincagliare il Torino. La nave di Garibaldi issò bandiera statunitense, dopo di che Salazar, dopo aver osservato a lungo l'unità sconosciuta, inviò una scialuppa per ispezionarla, ma cambiò poi idea, mentre il Franklin transitava accanto alle sue navi, ritenendola una preda di poco conto, e lasciandola quindi passare. Alle tre del pomeriggio le due navi borboniche giunsero sul luogo dello sbarco, trovando il Torino arenato ed il suo equipaggio intento a sbarcare le munizioni: l'Aquila sparò alcune cannonate, obbligando i garibaldini ad abbandonare la nave, dopo di che la Fulminante catturò il piroscafo abbandonato. Dopo aver prelevato armi e munizioni rimaste sul Torino, Salazar cercò a sua volta, infruttuosamente, di disincagliare la nave, quindi, essendo giunta sera senza alcun progresso sotto questo profilo, ed avendo inoltre notato che la macchina a vapore era in avaria, ordinò di darla alle fiamme.

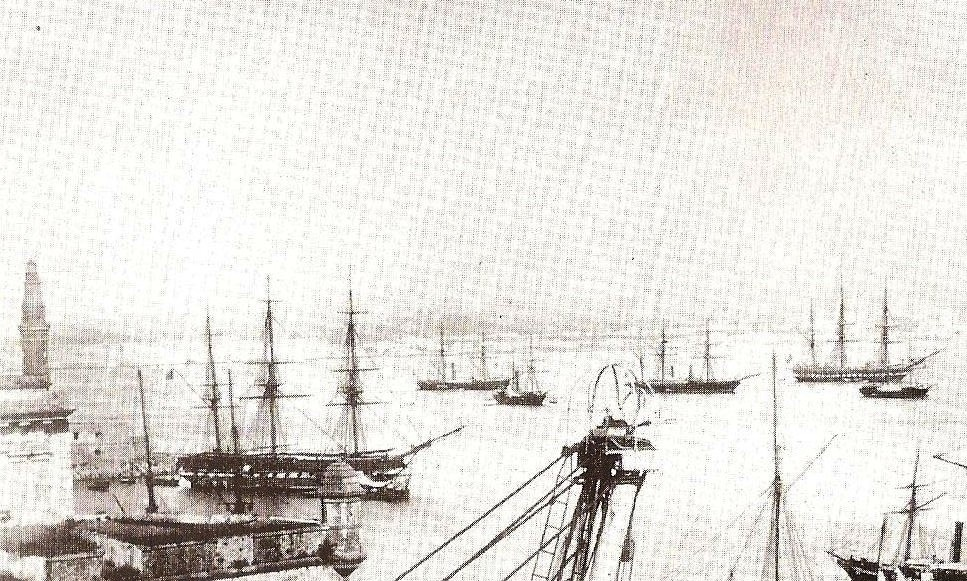
Navi italiane, alcune delle quali in partenza per l'Adriatico all'inizio della terza guerra d'indipendenza, fotografate a Napoli nel 1866. Da sinistra si notano la fregata a vela Partenope, la pirofregata a ruote Guiscardo, una nave minore non identificata, la Fulminante (riconoscibile per i due fumaioli), la pirofregata ad elica Garibaldi ed un'altra unità minore sconosciuta.

Il 21 agosto la pirofregata catturò circa dieci imbarcazioni cariche di truppe garibaldine, che stavano a loro volta cercando di attraversare lo stretto di Messina.
Il 7 settembre 1860 la Fulminante, ferma a Napoli agli ordini del capitano di fregata Giovanni d'Ajala, non eseguì, al pari della quasi totalità della flotta borbonica, l'ordine di seguire Francesco II a Gaeta, unendosi invece alla Divisione navale sarda del viceammiraglio Carlo Pellion di Persano. Provvisoriamente incorporata nella Marina del Regno di Sardegna il 17 novembre 1860, la pirofregata venne impiegata, dapprima agli ordini del capitano di fregata Ruggiero Vitagliano e quindi del parigrado Alfonso Barone, nel trasporto a Genova di prigionieri borbonici. Nell'autunno 1860 la nave, insieme alla pirofregata Archimede, venne utilizzata anche per il trasporto di truppe da Genova.

Pochi mesi dopo la nave, agli ordini del capitano di fregata Del Core, partecipò all'assedio della piazzaforte di Gaeta, dove si era asserragliata la famiglia reale borbonica. 

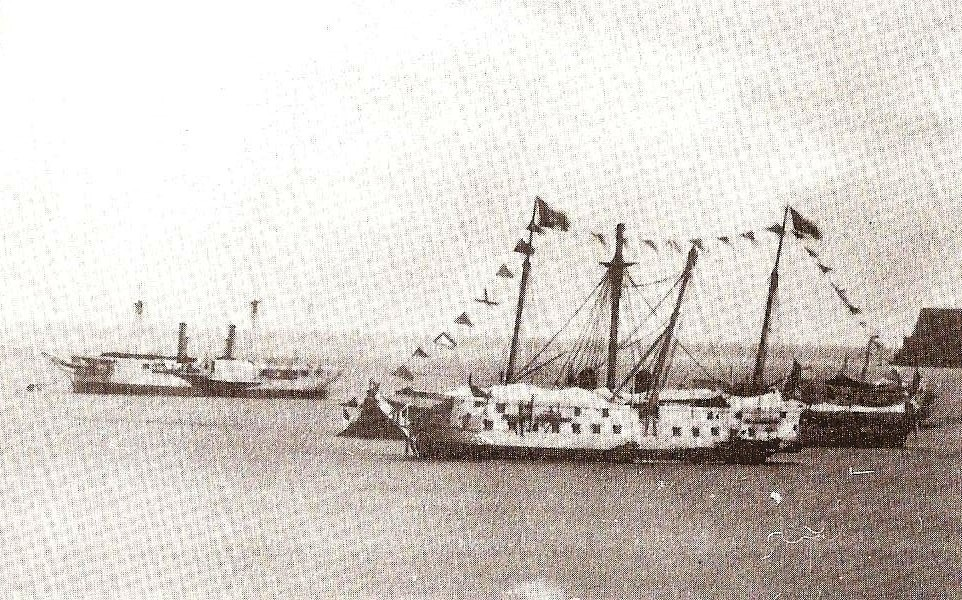
La Fulminante, in secondo piano a sinistra, in disarmo ed in attesa della demolizione. La nave in primo piano a destra è l’ex fregata a vela San Michele, trasformata in pontone a biga.

 Dopo aver trasportato a Genova un folto gruppo di prigionieri borbonici, il 27 gennaio 1861 (o ad inizio febbraio) la Fulminante arrivò nelle acque antistanti Gaeta. Il principale compito della nave consistette nelle crociere di vigilanza che compì tra Gaeta e Terracina a sostegno del blocco navale imposto alla piazzaforte, fino all'8 febbraio, quando la nave si mise alla fonda al largo di Mola di Gaeta, dove rimase sino alla resa della piazzaforte, avvenuta il 13 febbraio 1861, dopo tre settimane di intensi bombardamenti da parte della flotta sabauda. Nei mesi iniziali del 1861 la Fulminante svolse attività ordinaria. Il 17 marzo 1861, con la nascita della Regia Marina, la nave venne iscritta nel Quadro del Naviglio della nuova forza armata, con la classificazione di pirofregata a ruote di II rango: primo comandante sotto la nuova bandiera fu il capitano di fregata Emanuele Pucci.
Dopo altro impiego ordinario nel 1861 e nel 1862, nel febbraio 1863 la Fulminante venne declassata a pirocorvetta a ruote di I ordine.
Il 1º marzo 1863 Fulminante, al comando del capitano di fregata Federico Martini, salpò da Napoli e venne inviata in Sudamerica in qualità di stazionaria sul Rio della Plata: con l'arrivo a Montevideo, il 4 giugno 1863, il capitano di fregata Martini divenne così anche comandante della prima stazione navale italiana nelle Americhe. La pirocorvetta rientrò in Italia nel giugno 1865, venendo quindi adibita ad attività ordinaria in seno al II Dipartimento.
Posta in disarmo nella darsena di Napoli il 12 febbraio 1868 e radiata con Regio Decreto del 21 marzo 1872, la vecchia unità venne avviata alla demolizione.